# Moerisia carine
Moerisia carine is een hydroïdpoliep uit de familie Moerisiidae. De poliep komt uit het geslacht Moerisia. Moerisia carine werd in 1978 voor het eerst wetenschappelijk beschreven door Bouillon. 